# Thomas Zündel
Thomas Zündel (* 24. Dezember 1987 in Leoben) ist ein österreichischer Fußballspieler.

## Karriere

### Karrierebeginn in der Steiermark
Zündel begann seine Karriere beim USV Vasoldsberg. 1998 wechselte er zum USV Kainbach. 2002 kam er in die Akademie des Grazer AK, in der er bis 2005 spielte. Im Jänner 2005 schloss er sich dem Regionalligisten SC Kalsdorf an. Mit Kalsdorf stieg er 2005 aus der Regionalliga ab.
Nach eineinhalb Jahren bei Kalsdorf wechselte er zur Saison 2006/07 zum Zweitligisten FC Gratkorn. Im September 2006 debütierte er in der zweiten Liga, als er am neunten Spieltag jener Saison gegen den SC-ESV Parndorf 1919 in der 76. Minute für Daniel Hofer eingewechselt wurde. Im April 2007 stand Zündel gegen den VfB Admira Wacker Mödling erstmals in der Startaufstellung von Gratkorn, ehe er in der Halbzeitpause durch Daniel Brauneis ersetzt wurde. Zu Saisonende hatte Zündel vier Einsätze in der zweithöchsten Spielklasse zu Buche stehen.
In der folgenden Saison erzielte er im Mai 2008 bei einem 5:0-Sieg gegen Parndorf seinen ersten Treffer im Profibereich. Dies sollte sein einziger in jener Saison bleiben, in der er insgesamt in 28 Ligaspielen eingesetzt wurde. In der Saison 2008/09 startete der Außenspieler mit einem Treffer sowohl am vierten Spieltag gegen die Red Bull Juniors sowie gegen den SC Wiener Neustadt. Beide Spiele gewannen die Gratkorner durch die entscheidenden Tore von Zündel. Zu Ende seiner dritten Saison als Spieler des FC Gratkorn hatte er schließlich 31 Einsätze und vier Treffer zu Buche stehen.
In der Saison 2009/10 kam er in 32 der 33 Saisonspiele zum Einsatz, lediglich im November 2009 gegen den FC Wacker Innsbruck kam er nicht zum Einsatz. Die Saison 2010/11 verlief für Zündel und seinen Verein wenig erfolgreich: Als Tabellenletzter stiegen die Steirer zu Saisonende aus der Zweitklassigkeit in die Regionalliga ab. Diesen Gang sollte Zündel jedoch nicht bestreiten.

### Wechsel nach Grödig und Sperre

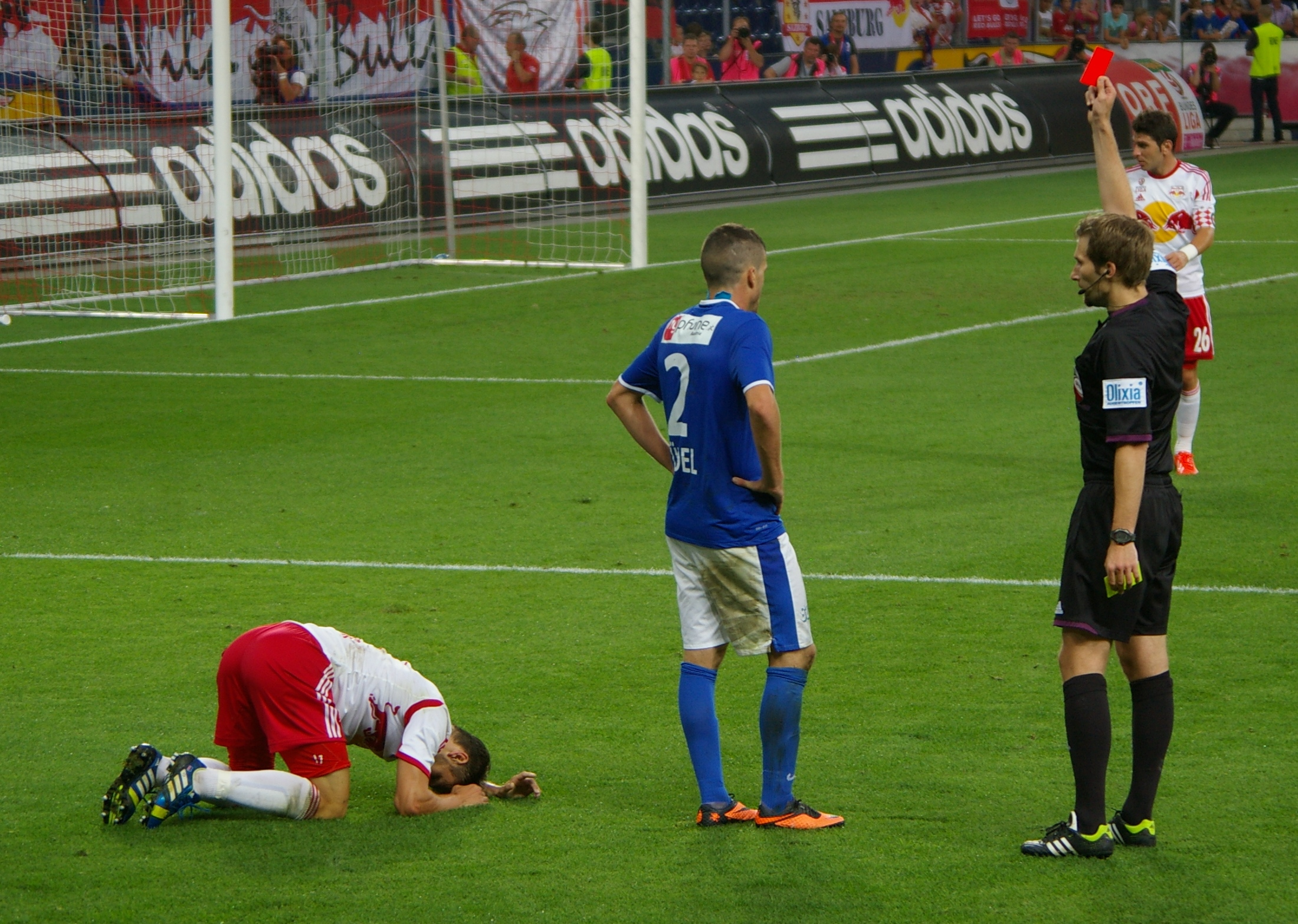
Zündel erhält gegen Red Bull Salzburg seine erste Rote Karte in der Bundesliga (2013)

Nach dem Abstieg wechselte Zündel zur Saison 2011/12 zum Zweitligisten SV Grödig. Seine erste Saison bei dem Verein aus dem Land Salzburg verlief durchwachsen. Nach zwei Einsätzen zu Beginn der Saison in der Liga kam der Steirer zwischen August und November 2011 zumeist für die viertklassigen Amateure von Grödig zum Einsatz, für die er insgesamt sieben Spiele absolvierte. Nach der Winterpause jener Saison wendete sich jedoch das Blatt und Zündel entwickelte sich zum Stammspieler: Hatte er in der ersten Saisonhälfte noch fünf Spiele in der Liga absolviert, waren es in der Rückrunde zwölf.
In der Saison 2012/13 blieb Zündel unter seinem neuen Trainer Adi Hütter Stammspieler. Zu Saisonende stieg man gar erstmals in der Vereinsgeschichte in die Bundesliga auf. Zündel kam in der Aufstiegssaison zu 30 Einsätzen und blieb dabei ohne Torerfolg. Sein Debüt in der höchsten österreichischen Spielklasse gab er schließlich im Juli 2013, als er am ersten Spieltag der Saison 2013/14 gegen die SV Ried von Beginn an zum Einsatz kam.
Im November 2013 trennte sich Grödig von Zündel, der in jener Saison lediglich ein Spiel gesperrt verpasst hatte. Grund für die Trennung war der Wettskandal rund um seinen Mitspieler Dominique Taboga und den ehemaligen Nationalspieler Sanel Kuljić. Im Februar 2014 wurde er rückwirkend ab Dezember 2013 aufgrund seiner Beteiligung an der „Causa Taboga“ für ein Jahr gesperrt.

### Über die Regionalliga zurück in die Bundesliga

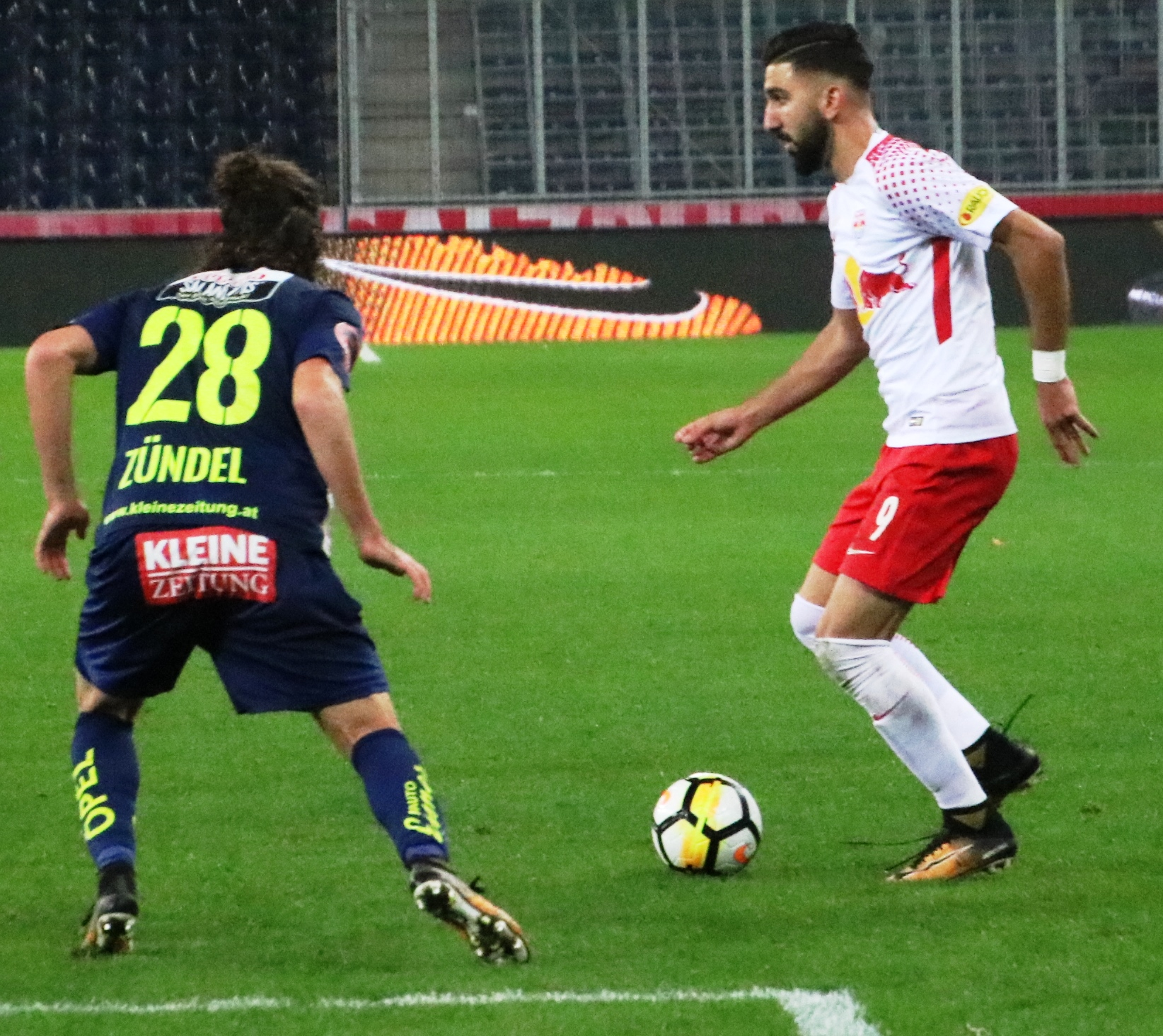
Thomas Zündel (2017) im Trikot des WAC im Duell mit Munas Dabbur

Nach dem Ende der Sperre kehrte Zündel im Jänner 2015 in die Regionalliga zum SC Kalsdorf zurück, für den er bereits zwischen 2005 und 2006 gespielt hatte. Für Kalsdorf absolvierte er in der Saison 2014/15 zwölf Spiele und erzielte dabei zwei Tore.
Nach einem halben Jahr bei Kalsdorf wechselte er zur Saison 2015/16 wieder in die Bundesliga und schloss sich dem Wolfsberger AC an, bei dem er einen Einjahresvertrag mit Option auf ein weiteres Jahr erhielt. Im Juli 2015 absolvierte er bei Wolfsberg sein erstes internationales Spiel, als er für die Kärntner, die sich als Fünfter der Saison 2014/15 für das internationale Geschäft qualifiziert hatten, im Zweitrundenhinspiel gegen den FK Schachzjor Salihorsk in der Startelf stand. Der WAC schied in der dritten Runde gegen Borussia Dortmund aus. Sein erstes Spiel in der Bundesliga seit seinem Engagement in Grödig absolvierte er im August 2015 gegen die SV Ried. Zu Saisonende hatte er 24 Bundesligaeinsätze zu Buche stehen.
Im April 2016 wurde der Vertrag von Zündel bei den Kärntnern bis Juni 2017 verlängert. In der Saison 2016/17 kam der Steirer zu 20 Ligaeinsätzen, in denen er abermals ohne Torerfolg blieb. Im Juni 2017 wurde sein auslaufender Vertrag erneut um ein Jahr verlängert. In der Saison 2017/18 absolvierte er 23 Bundesligaspiele und blieb auch in dieser Saison ohne Treffer.
Nach der Saison 2017/18 verließ er den WAC nach drei Jahren.

### Rückkehr in die Regionalliga
Nach einem halben Jahr ohne Verein wechselte Zündel im Jänner 2019 zum Regionalligisten Grazer AK, für den er bereits als Jugendlicher gespielt hatte. Mit dem GAK stieg er zu Saisonende in die 2. Liga auf. Nach der Saison 2020/21 verließ er die Grazer und wechselte zum sechstklassigen SV Tillmitsch.